# Un cœur gagnant

Un cœur de gagnant (The Derby Stallion) est une comédie dramatique américaine réalisée par Craig Clyde en 2005.

## Synopsis
Patrick McCardle pratique le baseball, mais c'est pour faire plaisir à son père et ne pas le décevoir. Patrick apprend que son vieil ami, Houston Jones, a été un champion de steeple chase dans sa jeunesse, et se découvre une passion pour les chevaux. Il demande alors à Houston de l'entraîner, en dépit des protestations de son père, pour la grande course du comté, le Derby.

## Distribution
- Zac Efron (VFB : Christophe Hespel) : Patrick McCardle
- Bill Cobbs : Houston Jones
- Sarah Blackman : Julie Gillette
- Preston Brant : Houston Jones jeune
- K. C. Clyde : Copper Willams